# Nana Kawagishi
Nana Kawagishi (japanisch 川岸 七菜 Kawagishi Nana; * 7. September 2000) ist eine japanische Tennisspielerin.

## Karriere
Kawagishi spielt vor allem auf Turnieren der ITF Women’s World Tennis Tour, bei denen sie bislang zwei Doppeltitel gewonnen hat.

## Turniersiege

### Doppel
| Nr. | Datum           | Turnier | Kategorie | Belag     | Partnerin               | Finalgegnerinnen                  | Ergebnis         |
| --- | --------------- | ------- | --------- | --------- | ----------------------- | --------------------------------- | ---------------- |
| 1.  | 12. August 2023 | Sapporo | ITF W15   | Hartplatz | Kisa Yoshioka           | Back Da-yeon Jeong Bo-young       | 6:3, 6:3         |
| 2.  | 6. April 2024   | Antalya | ITF W15   | Sand      | Anastassija Solotarjowa | Nicole Rivkin Katerina Tsygourova | 7:5, 1:6, [10:6] |